# Юзеф Шерментовський
Юзеф Шерменто́вський (пол. Józef Szermentowski; 16 лютого 1833, Бодзентин — 6 вересня 1876, Париж) — польський живописець, представник демократичного реалізму.

## Біографія
Народився 16 лютого 1833 року у місті Бодзентині (нині Свентокшиське воєводство, Польща). Протягом 1851—1852 років навчався у Варшаві у Францішека Костшевського; у 1852-57 роках — у Школі образотворчих мистецтв у Християна Бреслауера, і в майстерні Юліуша Коссака.
З 1860 року працював у Парижі. Помер у Парижі 6 вересня 1876 року. Похований у Парижі на кладовищі Шампо в Монморансі.

## Творчість
Працював у галузі станкового живопису. Писав меланхолійні, м'які за колірною гамою пейзажі та жанрово-пейзажні композиції, позначені впливом барбізонської школи. Серед робіт:
- «Дубовий ліс» (1861, Національний музей у Варшаві);
- «Польське село» (близько 1868 року, Національний музей у Кракові);
- «Сільський костел» (1870, Національний музей у Познані);
- «Стадо, що йде до водопою» (1876, Національний музей у Кракові).